# Shoes
Shoes 是一套基于 Ruby 语言的 GUI 开发工具。其最初由 why the lucky stiff 开发，在他停止了一切公开活动之后，社区接手了该项目并继续开发。Shoes 可以在 Microsoft Windows、Mac OS X 和 Linux（GTK+）上运行，底层使用了 Cairo 和 Pango 函数库。
Shoes 的设计哲学是应用程序的编写越简单越好。下面是一个 Shoes 应用的范例：
```
Shoes
.
app
 
:title
 
=>
 
"Push Button"
 
do

  
@note
 
=
 
para
 
"Nothing pushed so far"

  
button
 
"Push me"
 
do

    
@note
.
replace
 
"Aha! The button was pushed!"

  
end

end

```

Shoes 不仅提供了标准的视窗控件部件，它还能通过 Chipmunk 实现基础的绘图功能。

## 版本

### 正式发行版本
- _why：

1. 第一版 Curious
2. 第二版 Raisins

- _why 离开后：

1. 3.0-3.1 Policeman
2. 3.2 Federales

目前最新的发行版是 3.2，这些版本均由 C 语言实现，现由社区维护。

### Shoes 4
开发中的 Shoes 4 是一个完全用 Ruby 重写的版本，不再由 C 语言实现。它使用 JRuby + SWT 构筑图形界面。

### 其他开源实现
除了官方的实现版本之外，GitHub 上亦有各种各样的 Shoes 版本，它们的名字大多是在 Shoes 前加上特定的颜色。如 Green Shoes（页面存档备份，存于） 是由 GTK+ 实现的版本，Blue Shoes（页面存档备份，存于） 是 Qt 的版本，Brown Shoes（页面存档备份，存于） 是 JRuby + Swing 的版本等等。